# Лінгвонім
Лінгвонім (від лат. lingua «мова» і дав.-гр. ὄνυμα «ім'я, наймення»; також глоттонім, глоссонім) ― термін, що застосовується для мов і пов'язаних з ними лексичних одиниць (мовних різновидів) ― діалектів, говірок, мовних сімей тощо. Тісно пов'язаний з терміном «етнонім». До 1980-х років в світі було зафіксовано понад 20 000 лінгвонімів для позначення різних типів мовних спільнот.
Розділ мовознавства, що займається вивченням питань походження, формування, структури та функціонування назв мов, діалектів тощо називається лінгвоніміка.